# En gammal man
En gammal man är ett album från 2012 av Mikael Wiehe. 2013 släpptes det även på LP.

## Låtlista
1. Jag vill bara va en gammal man
2. Om du saknar nån
3. Stjärnorna som föll
4. Med mej blir du aldrig av
5. Min bäste vän är död
6. Kärleken tror jag på
7. Hur tänker du då?
8. Huset (P'Potemkin)
9. Se på mej med ljusa ögon
10. Jag vill tacka dej

## Medverkande
- Mikael Wiehe - sång, gitarr, producent
- David Nyström - piano, synt, producent
- Ola Gustafsson - gitarr, banjo, mandolin, pedalsteel
- Christer Karlsson - piano, synt
- Dan Malmqvist - klarinett, basklarinett
- Lars Holm - dragspel
- Jerker Odelholm - bas
- Måns Block - trummor, slagverk

## Listplaceringar
| Lista (2012-2013) | Topplacering |
| ----------------- | ------------ |
| Sverige           | 3            |

### Fotnoter
1. ↑  Information på Svensk mediedatabas
2. ↑  ”En gammal man”. Ginza. 26 februari 2012. Arkiverad från originalet den 29 januari 2013. https://web.archive.org/web/20130129142116/http://www.ginza.se/product/wiehe-mikael/en-gammal-man-2012/183773/. Läst 26 januari 2013.
3. ↑  Information på Svensk mediedatabas
4. ↑  ”En gammal man”. Swedishcharts. 26 februari 2012. http://swedishcharts.com/showitem.asp?interpret=Mikael+Wiehe&titel=En+gammal+man&cat=a. Läst 26 januari 2013.